# Nieve marina

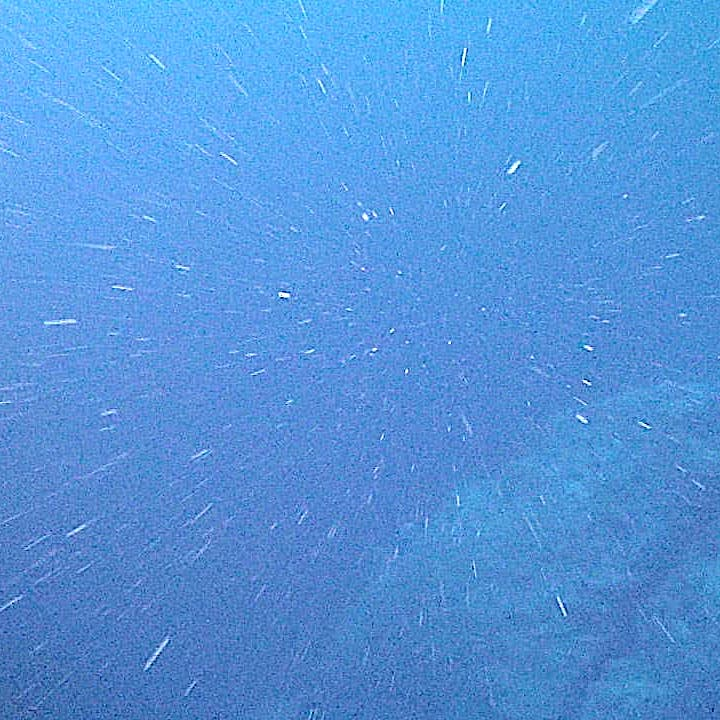
Nieve marina en las profundidades del océano.

La nieve marina son pequeñas partículas de materia orgánica que caen al fondo marino y que en altas concentraciones dan la sensación de que nevase, de ahí su nombre.
Está formada por una gran variedad de organismos microscópicos, como bacterias y células de fitoplancton, además de restos de otros organismos, de restos fecales, partículas de arena muy fina, masas de materia orgánica y plantas que se generan en la parte más cercana a la superficie del mar, como las algas, que al caer al fondo marino sirven de alimento a los organismos que viven allí. Es un proceso en el que la materia orgánica de las partículas de nieve marina que se generan en las capas altas e iluminadas llegan a las capas más intermedias e incluso al profundo y oscuro fondo abisal. Con un promedio de caída de 20 metros por día, tarda semanas enteras en recorrerlo.
Durante su hundimiento una gran comunidad de microbios heterotróficos y de bacterias se adhieren a las partículas, digiriendo a la vez que transformando la composición original.
Constituye una parte importante de la cadena de alimentación de muchos animales de la zona abisal, que se alimentan de restos de organismos muertos que descienden entre las corrientes como nieve marina hasta llegar a las profundidades del océano, y contribuye a la formación del sapropel.